# Onde Tem Bruxa Tem Fada
Onde Tem Bruxa Tem Fada é um conto infantil de Bartolomeu Campos Queirós, publicado, em primeira edição, em 1979, pela Editora Moderna.

## Resumo
Conta a história de uma fada que veio ao mundo tentar entender e contornar as dificuldades enfrentadas pelas crianças, acabando presa e, se tornando, novamente, uma "ideia".

## Prêmio
O livro ganhou o prêmio O Melhor para a Criança, em 1979, pela Fundação Nacional do Livro Infantil e Juvenil.

## Interpretações
- "Esta é uma história de fadas, mas uma história diferente. Numa linguagem poética, o autor conta a história de uma fada que volta para o mundo de hoje  que não tem mais lugar para as fadas. Os mágicos  ou bruxos e bruxas  fazem parte da alegoria que, sutilmente, critica aqueles que não sabem sonhar, que trocam a fantasia e os desejos puros por necessidades fomentadas artificialmente, que só concebem um mundo registrado, carimbado, controlado. As próprias crianças, acostumadas a isso, nem sabem mais identificar seus desejos. Embora seja uma crítica perspicaz ao mundo moderno, o texto felizmente nos mostra um contraponto e uma luz de verdadeira esperança - o fato de que nos sonhos  ou seja, intimamente , as crianças sabem que a fantasia é possível e necessária, que o encantamento é mais Importante do que a magia. Além de propiciar um belo trabalho com a linguagem, o livro abre portas para discussões fundamentais para aquele que será o adulto de amanhã."[3].
- "Partiu-se do pressuposto de que a poesia tem o poder de transformar tanto a criança quanto o adulto, pois ela se faz presente no desenvolvimento do ser humano desde a mais tenra idade."[4].